# Robbie Jones
Pour les articles homonymes, voir Jones.
Robbie Jones, de son vrai nom né le 25 septembre 1977, à Oxnard, en Californie, est un acteur américain.
Il se fait connaître pour son rôle de Quentin Fields en 2008 dans la série Les Frères Scott. En 2009, il joue dans le film Hurricane Season avec Forest Whitaker. 
De 2010 à 2011, il tient l'un des rôles principaux dans la série Hellcats, dans laquelle il incarne Lewis Flynn.

## Biographie
Robert Lee Jones III, alias Robbie Jones naît à Oxnard, en Californie, le 25 septembre 1977.
Avant de devenir acteur, celui-ci a fait partie de l'équipe masculine de basketball des Golden Bears de la Californie de 1996 à 2000 quand il fréquenté l'université de Californie à Berkeley.

## Vie privée
En décembre 2016, il épouse l'actrice américaine Sandi Tucker sur la Playa del Carmen au Mexique.

## Filmographie

### Cinéma

#### Longs métrages
- 2009 : Hurricane Season de Tim Story : Brian Randolph
- 2012 : Transit de Antonio Negret : Dallas
- 2013 : Tentation : Confessions d'une femme mariée (Temptation: Confessions of a Marriage Counselor) de Tyler Perry : Harley
- 2018 : American Dreamer (en) de Derrick Borte : Mazz
- 2019 : Shaft de Tim Story : sergent Keith Williams
- 2020 : Nightmare Island de Jeff Wadlow : Allen Chambers
- 2020 : Always and Forever de Chris Stokes : Brian Taylor

#### Court métrage
- 2017 : The Long Walk Home de Jarod Einsohn : Stephen

#### Télévision

##### Séries télévisées
- 2008 : Les Frères Scott (One Tree Hill) de Mark Schwahn : Quentin Fields (rôle récurrent - 17 épisodes)
- 2009 : Urgences (ER) de Michael Crichton : Jermaine Bennett (saison 15, épisode 11)
- 2009 : Raising the Bar : Justice à Manhattan (Raising the Bar) de Steven Bochco et David Feige : Jawara Obasi (saison 2, épisode 11)
- 2009 : Bella et ses ex (The Ex List) de Diane Ruggiero (en) :  Garvy (saison 1, épisode 7)
- 2010 : Southland de Ann Biderman : Tyler Prescott (saison 2, épisode 4)
- 2010 : Dark Blue : Unité infiltrée (Dark Blue) de Doug Jung (en) et Danny Cannon : Terry 'Teke' Kearn (saison 2, épisode 2)
- 2010-2011 : Hellcats de Kevin Murphy (en) : Lewis Flynn (rôle principal - 22 épisodes)
- 2013 : Hawaii 5-0 (Hawaii Five-0) de Leonard Freeman : Josh Lowry (saison 3, épisode 14)
- 2013 : La Diva du divan (Necessary Roughness) de Elizabeth Kruger et Craig Shapiro : Joe 'Toes' Kittridge (4 épisodes)
- 2013 : 90210 Beverly Hills : Nouvelle génération (90210) de Rob Thomas : Jordan Welland (rôle récurrent - 6 épisodes)
- 2015-2016 : Harry Bosch (Bosch) de Michael Connelly : George Irving (rôle récurrent - 9 épisodes)
- 2019 : The Fix de Marcia Clark, Elizabeth Craft et Sarah Fain : Détective Vincent North (rôle récurrent - 7 épisodes)
- 2019 : Titans de Akiva Goldsman, Greg Berlanti, Geoff Johns et Sarah Schechter : Faddei (saison 2, épisodes 2, 3 et 9)

##### Téléfilms
- 2009 : Limelight de David Semel : Xavier Davis
- 2013 : Mission : Retour vers le Passé (Rewind) de Jack Bender : Danny
- 2017 : Controversy de Glenn Ficarra et John Requa : Will Meeks